# Leo Mätzler
Leo Mätzler (* 17. April 2002 in Dornbirn) ist ein österreichischer Fußballspieler.

## Karriere

### Verein
Mätzler begann seine Karriere beim VfB Bezau. Zur Saison 2016/17 kam er in die AKA Vorarlberg, in der er bis 2019 sämtliche Altersstufen durchlief. Im Mai 2019 spielte er zwei Mal für seinen Stammklub Bezau in der fünftklassigen Landesliga.
Zur Saison 2019/20 wechselte er zum Bundesligisten SCR Altach, wo er direkt dem Profikader angehörte, aber lediglich einmal im ÖFB-Cup eingesetzt wurde. Für die Amateure spielte er zehn Mal in der Eliteliga. Zur Saison 2020/21 wurde Mätzler an den Schweizer Zweitligisten FC Wil verliehen.
Sein Debüt in der Challenge League gab er im Oktober 2020, als er am fünften Spieltag jener Saison gegen Neuchâtel Xamax in der 79. Minute für Ivan Šarčević eingewechselt wurde. Bis zum Ende der Leihe kam er zu 15 Einsätzen für Wil in der zweithöchsten Schweizer Spielklasse. Zur Saison 2021/22 wurde er innerhalb Österreichs an den Zweitligisten SC Austria Lustenau weiterverliehen. Während der Leihe kam er zu 17 Einsätzen in der 2. Liga. Mit Lustenau stieg er zu Saisonende in die Bundesliga auf.
Zur Saison 2022/23 kehrte er wieder nach Altach zurück. Dort kam er aber wieder nur für die Reserve in der Eliteliga zum Einsatz. Im August 2022 wurde er dann ein drittes Mal verliehen, diesmal an den Zweitligisten FC Dornbirn 1913. Für Dornbirn kam er während der Leihe zu 24 Zweitligaeinsätzen. Zur Saison 2023/24 verließ der Innenverteidiger Altach endgültig und wechselte zurück zum Ligakonkurrenten Austria Lustenau, bei dem er einen bis Juni 2025 laufenden Vertrag erhielt. Mit Lustenau stieg er 2024 aus der Bundesliga ab. Nach der Saison 2024/25 verließ er den Verein.
Zur Saison 2025/26 wechselte Mätzler anschließend nach Deutschland zu Drittligist SSV Jahn Regensburg, bei dem er einen bis 2027 laufenden Vertrag erhielt.

### Nationalmannschaft
Im März 2023 gab Mätzler gegen Moldawien sein Debüt für die österreichische U-21-Mannschaft.